# Гігрофор сироїжкоподібний
Гігрофор сироїжкоподібний (Hygrophorus russula) — гриб з родини гігрофорові. Місцева назва — мокриця червона.

## Опис
Шапинка 3-15 (20) см у діаметрі, опукла, подушкоподібна, щільнотовстом'ясиста, часто асиметрична, спочатку біла, потім рожева, рожево-пурпурова або винно-червона, слизька, луската. Пластинки дуже густі, білі, потім червонуваті, вузькі, злегка спускаються по ніжці. Спори 6-9 Х 4-5,5, 6-7 Х 4-5, 7-9 Х 4,5-5,5 мкм, еліпсоподібні. Ніжка значно коротша від діаметра шапинки, 3-8 Х 1-3 см, донизу іноді потовщена, вгорі біла, нижче — кольору шапки. М'якуш білий, щільний, при розрізуванні на повітрі в шапці не змінюється, в ніжці червоніє, з приємним запахом.

## Поширення в Україні
Поширений на Поліссі, у Прикарпатті та Лісостепу. Росте в листяних лісах. Збирають у серпні — вересні. Добрий їстівний гриб. Використовують свіжим.